# 10091 Bandaisan
10091 Bandaisan è un asteroide della fascia principale. Scoperto nel 1990, presenta un'orbita caratterizzata da un semiasse maggiore pari a 2,3735397 UA e da un'eccentricità di 0,0617477, inclinata di 3,23319° rispetto all'eclittica.